# Angerona ochreata
Angerona ochreata är en fjärilsart som beskrevs av Karl Schawerda 1922. Angerona ochreata ingår i släktet Angerona och familjen mätare. Inga underarter finns listade i Catalogue of Life.